# Bezpatkové písmo
Bezpatkové písmo (též sans-serif nebo jen sans) je typografické písmo neobsahující serify (patky). Pojem sans-serif pochází z angličtiny, kde vznikl použitím francouzské předložky sans [sã], „bez“ a výrazu serif nejasného původu. V typografii se pro bezpatková písma používá též pojem grotesk, zatímco běžné patkové písmo se nazývá antikva.

## Historie
Vznik bezpatkových písem je datován do konce 18. století. Zpočátku byla tato písma považována za komická a nevhodná (odtud název „grotesk“). V 19. století se sans-serifová písma rozšířila, již od roku 1805 se začala používat v tištěných médiích. Roku 1832 byl poprvé použit pojem sans-serif. Vymyslel jej britský písmolijec Vincent Figgins.
I přes svoji oblíbenost a čitelnost se bezpatková písma dlouho používala pouze pro nadpisy a jako zvýraznění textu. Jejich skutečný rozkvět nastává po Druhé světové válce, kdy se tato písma začala používat i na těla textů. K tomu přispěl vznik Mezinárodního typografického stylu (označovaného také jako „Švýcarský styl“), který používá pouze bezpatková písma.
V současnosti jsou bezpatková písma hojně využívána, a to zejména pro texty menšího rozsahu. Přestože pro sazbu knih se stále používají častěji patková (serifová písma), v některých oblastech (např. webdesign, reklama) se užívá téměř výhradně bezpatkových písem a patková písma jsou použita jen jako doplněk, příp. ozvláštnění.

## Klasifikace
Bezpatková písma se dělí do tří základních skupin. Existují i mutace těchto tří základních skupin, a to jak mezi sebou, tak i s patkovými písmy.

### Grotesk
Nejstarší skupina písem, vznikla již na přelomu 18. a 19. století. Grotesková písma mají svislou osu oblých tahů a nemají diferencované šířkové proporce písmen. Zástupci jsou písma Arial a Franklin Gothic.
Z druhů písma grotesk po roce 1950 vznikla písma pod označením neo-grotesk. Tato písma vychází z Mezinárodního typografického stylu a snaží se vyzdvihnout neutralitu a poskytnout maximální čitelnost. Nejznámějším písmem tohoto druhu je Helvetica, která se stala nejčastěji užívaným fontem na několik desetiletí.

### Humanistická písma
Tato písma vycházejí z antikvy a jsou nejpodobnější patkovým písmům. Může se u nich lišit šíře tahů a dokonce mohou částečně vypadat, jako by byla psána rukou. Patří mezi ně i např. secesní písma, jaká tvořil Alfons Mucha. Mezi zástupce humanistických písem se řadí Calibri, Tahoma a Verdana.

### Geometrická písma
Geometrická písma jsou založena na geometrických tvarech. Tyto druhy písem vypadají velice moderně, ale kvůli nižší čitelnosti není vhodné používat je na tělo textu, spíše se hodí pro nadpisy nebo vysvětlivky. Mezi geometrická písma patří např. Century Gothic a Futura.

## Známé rodiny písem

### Helvetica

Ukázka písma Helvetica

Asi nejznámější bezpatkové písmo vytvořené v roce 1957 ve Švýcarsku. Je navrženo tak, aby mohlo sloužit různým účelům bez ztráty čitelnosti. Toto písmo je stále hojně používané a má mnoho derivátů, jako
Helvetica Neue, Helvetica Compressed, a Helvetica Light

### Arial

Ukázka písma Arial

Velice známé písmo odvozené z písma Helvetica, vydané roku 1982. Je známý a používaný hlavně díky tomu, že je obsažen v balíčku fontů Microsoft Windows.

### Calibri

Ukázka písma Calibri

Calibri je také známé díky Microsoftu, jelikož se od verze 2007 stalo výchozím písmem kancelářského balíčku Office.

### Open Sans

Ukázka písma Open Sans

V současnosti hodně populární písmo, používané zejména společností Google.

### Comic Sans MS

Ukázka písma Comic Sans MS

Toto písmo, které Microsoft vydal roku 1994, se v současnosti netěší velké oblibě. Stalo se tak kvůli nadužívanosti tohoto fontu ve zcela nevhodných situacích.

## Porovnání s patkovými písmy

### Výhody
- velmi dobrá čitelnost při velkých textech (plakáty, billboardy) nebo naopak malých velikostech písma (popisky, vysvětlivky)
- moderní a jednoduchý vzhled
- mnoho druhů písem – více různých tlouštěk písma, často i nezvyklé verze (hairline, black, condensed)
- výraznější než patková písma, přilákají více pozornosti

### Nevýhody
- zhoršená čitelnost při větších blocích textu
- v porovnání s patkovými písmy nevypadají tak „honosně“